# Domino (Lied)
Domino ist ein Lied der britischen Popmusikerin Jessie J. Es wurde am 29. August 2011 in den Vereinigten Staaten und am 4. November in Deutschland veröffentlicht und war die erste Singleauskopplung aus der Wiederveröffentlichung ihres ersten Studioalbums Who You Are. Domino wurde von Jessie J, Dr. Luke, Claude Kelly, Max Martin und Cirkut geschrieben, wobei Cirkut und Dr. Luke auch als Produzenten fungierten.

## Musikvideo
Das Musikvideo wurde von Ray Kay gedreht und am 26. Dezember 2011 vorgestellt. Im Video trägt Jessie J verschiedene Outfits und bunte Haarkreationen. Einige Szenen des Videos sind schwarz-weiß, jedoch sind vereinzelt auch einige colorierte Dinge wie ihre Lippen oder Armreifen zu sehen.

## Kritiken
Domino bekam gute Kritiken, hervorgehoben wurde das Lied und Jessie Js Gesang, bemängelt wurde, dass das Lied eine zu große Ähnlichkeit mit der Musik von Katy Perry habe. Scott Shelter von PopCrush gab dem Lied 3,5 Sterne von fünf. Er sagte: „Klar unterscheidet sich der Titel von ihren vorherigen Single-Auskopplungen, aber Domino ist kitschig genug, um Jessies größter amerikanischer Hit bisher zu werden.“ Becky Bain von Idolator lobte das Lied auch: „Jessie singt das Lied großartig… aber es kommen natürlich Vergleiche mit Mrs. Perry auf.“

## Kommerzieller Erfolg

### Chartplatzierungen
In Australien wurde Domino für Jessie J ein Erfolg und erreichte Platz 5. In Neuseeland stieg das Lied direkt auf Platz 3 in die Charts ein, dies blieb die Höchstplatzierung. In den US-amerikanischen Billboard Hot 100 erreichte das Lied am 14. Januar 2012 Platz 21, die bis dato beste Platzierung für Jessie J, womit Price Tag mit Rang 23 abgelöst wurde. Im Vereinigten Königreich erreichte das Lied noch vor seiner Veröffentlichung durch Downloadverkäufe Platz 34. Später avancierte es zum Nummer-eins-Hit. In Österreich erreichte das Lied Platz 53 und in Deutschland Platz 22.
| ChartsChartplatzierungen       | Höchstplatzierung | Wochen |
| ------------------------------ | ----------------- | ------ |
| Deutschland (GfK)              | 22 (23 Wo.)       | 23     |
| Österreich (Ö3)                | 26 (16 Wo.)       | 16     |
| Schweiz (IFPI)                 | 25 (15 Wo.)       | 15     |
| Vereinigte Staaten (Billboard) | 6 (29 Wo.)        | 29     |
| Vereinigtes Königreich (OCC)   | 1 (40 Wo.)        | 40     |

| ChartsJahrescharts (2012)      | Platzierung |
| ------------------------------ | ----------- |
| Vereinigte Staaten (Billboard) | 46          |
| Vereinigtes Königreich (OCC)   | 8           |

### Auszeichnungen für Musikverkäufe
| Land/Region                  | Auszeichnungen für Musikverkäufe (Land/Region, Auszeichnung, Verkäufe) | Verkäufe  |
| ---------------------------- | ---------------------------------------------------------------------- | --------- |
| Australien (ARIA)            | 5× Platin                                                              | 350.000   |
| Brasilien (PMB)              | 3× Platin                                                              | 180.000   |
| Deutschland (BVMI)           | Gold                                                                   | 150.000   |
| Frankreich (SNEP)            | —                                                                      | 58.000    |
| Italien (FIMI)               | Gold                                                                   | 15.000    |
| Neuseeland (RMNZ)            | Platin                                                                 | 15.000    |
| Schweden (IFPI)              | Platin                                                                 | 40.000    |
| Schweiz (IFPI)               | Gold                                                                   | 15.000    |
| Spanien (Promusicae)         | Gold                                                                   | 30.000    |
| Vereinigte Staaten (RIAA)    | Platin                                                                 | 1.000.000 |
| Vereinigtes Königreich (BPI) | 2× Platin                                                              | 1.200.000 |
| Insgesamt                    | 4× Gold · 13× Platin ·                                                 | 3.053.000 |

Hauptartikel: Jessie J/Auszeichnungen für Musikverkäufe